# Bonne foi en common law canadienne
 (septembre 2023).
Pour un article plus général, voir Bonne foi.
La  bonne foi est un principe directeur du droit des contrats de la common law canadienne. Elle concerne « l’obligation d’exécuter honnêtement les obligations contractuelles ». Il s'agit d'un principe à portée limitée qui ne peut l'emporter sur les stipulations contractuelles.

## Position historique: imposer une exigence de bonne foi est une entrave injustifiée à la liberté économique des parties contractantes
Traditionnellement, le droit des contrats de la common law ne reconnaissait pas la notion de bonne foi, sauf dans certains contrats spécifiques comme le contrat d'assurance. La common law considérait que cela constituait un avantage commercial pour les acteurs économiques par rapport au droit des territoires de droit civil. Cette position est énoncée à répétition par d'influents juges britanniques jusqu'au début du XXIe siècle. Il existait cependant une jurisprudence anglaise minoritaire qui remontait au XVIIIe siècle qui aurait été prête à reconnaître la bonne foi  ,.

## Critiques par les auteurs de doctrine
Cette position traditionnelle a été critiquée d'un point de vue moral par des auteurs de doctrine de common law comme Swan, Bala et Adamski. Pour ces auteurs, les déclarations répétées par les juges de common law à l'effet que le rejet de la bonne foi expliquerait en partie l'attractivité de la common law dans l'environnement économique international tiennent à « une sorte de fierté dénaturée ».

## Reconnaissance du principe directeur de bonne foi par la Cour suprême du Canada
Réagissant à ces critiques, la Cour suprême du Canada a étendu la portée de la bonne foi en common law canadienne. Dans l'arrêt Bhasin c. Hrynew de 2014, elle a décidé de « reconnaître l’existence d’un principe directeur de bonne foi qui sous-tend diverses autres règles plus spécifiques régissant l’exécution des contrats et qui se manifeste dans ces règles ».
L'arrêt Bhasin est ainsi devenu très influent en common law canadienne, il est abondamment cité dans les bases de données de décisions judiciaires.

## Limites à son application dans la jurisprudence ultérieure
Dans l'arrêt Société des loteries de l’Atlantique c. Babstock, la Cour suprême explique toutefois que « bien que la bonne foi soit un principe directeur du droit canadien des contrats, c’est un principe qui se manifeste dans des situations précises. En particulier, son application se limite généralement aux catégories existantes de contrats et d’obligations [...] Le contrat qui unirait la SLA et les demandeurs n’entre dans aucune des catégories de bonne foi établies. Les demandeurs n’ont pas non plus soulevé d’argument visant à élargir ces catégories reconnues ».
Contrairement au droit civil québécois qui oblige toute personne à « exercer ses droits civils selon les exigences de la bonne foi » (art. 6 C.c.Q.), la Cour suprême tend à limiter l'application du principe à des catégories existantes de contrats et d'obligations.